# ريتشارد إدواردز
ريتشارد إدواردز (بالإنجليزية: Richard Edwards)‏ (15 أبريل 1983 كينغستون جامايكا - ) هو لاعب كرة قدم جامايكي يلعب كلاعب وسط.

## روابط خارجية
- ريتشارد إدواردز على موقع قاعدة بيانات كرة القدم.إي يو (الإنجليزية)
- ريتشارد إدواردز على موقع ناشيونال فوتبول تيمز (الإنجليزية)